# Northrop Alpha
Northrop Alpha là một loại máy bay vận tải/chở khách của Hoa Kỳ trong thập niên 1930.

## Biến thể
Alpha 2
Alpha 3
Alpha 4
Alpha 4A
YC-19 & Y1C-19

## Quốc gia sử dụng
Hoa Kỳ
- Trans World Airlines
- Quân đoàn Không quân Lục quân Hoa Kỳ

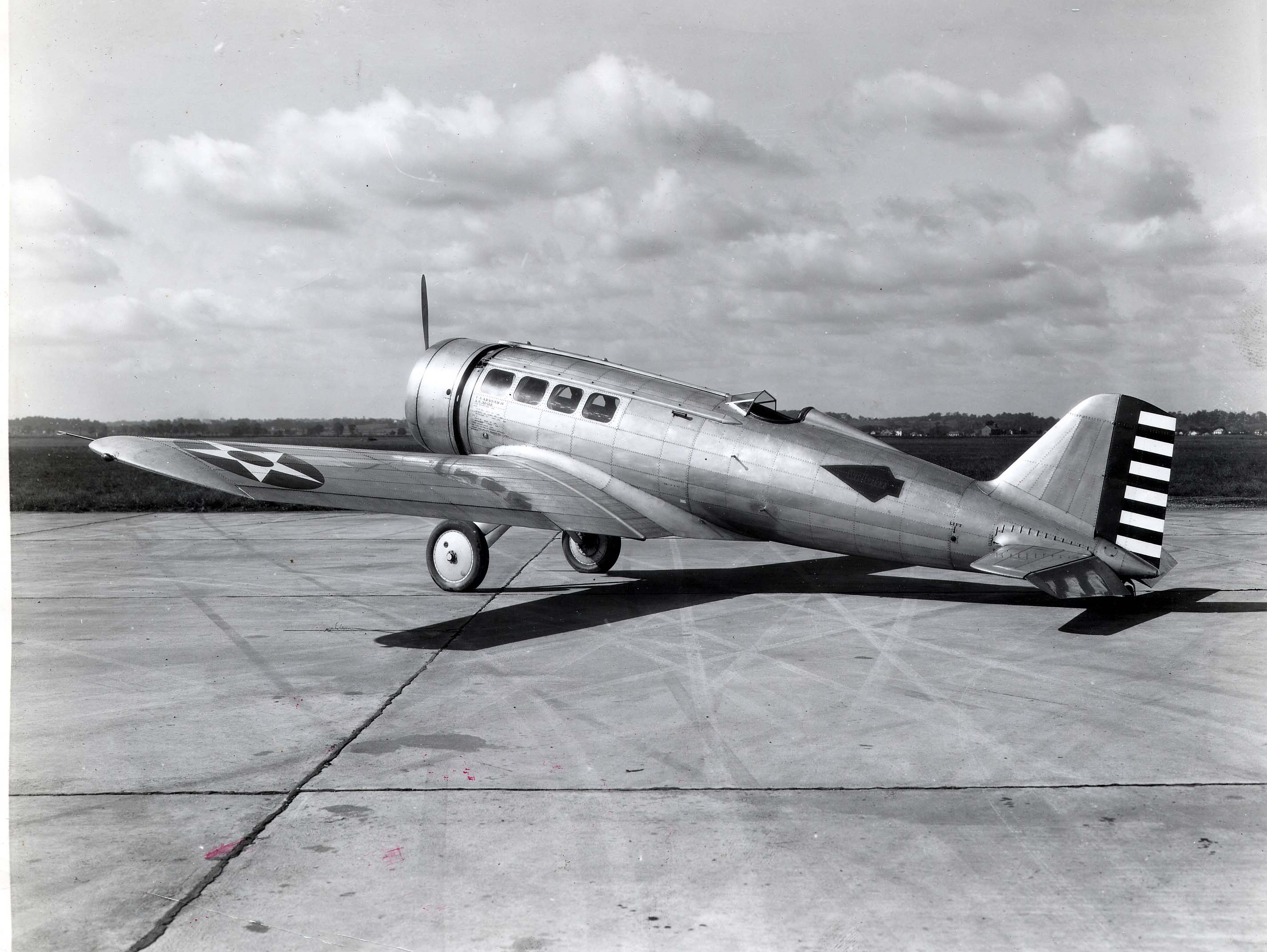
Northrop Alpha của USAAC

## Tính năng kỹ chiến thuật (Alpha 2)
Đặc điểm tổng quát
- Kíp lái: 1
- Sức chứa: 6 hành khách
- Chiều dài: 28 ft 5 in (8,7 m)
- Sải cánh: 41 ft 10 in (12,8 m)
- Chiều cao: 9 ft 0 in (2,7 m)
- Diện tích cánh: 295 ft² (27,4 m²)
- Trọng lượng rỗng: 2.590 lb (1.177 kg)
- Trọng lượng có tải: 4.500 lb (2.045 kg)
- Trọng tải có ích: 1.910 lb (868 kg)
- Trọng lượng cất cánh tối đa: lb (kg)
- Động cơ: 1 × Pratt & Whitney Wasp R-1340-SC1, 420 hp (313 kW)

 Hiệu suất bay 
- Vận tốc cực đại: 177 mph (285 km/h)
- Vận tốc hành trình: 145 mph (233 km/h)
- Tầm bay: 1.650 mi (2.650 km)
- Trần bay: 19.300 ft (5.885 m)
- Vận tốc lên cao: 1.400 ft/phút (7,1 m/s)
- Tải trên cánh: 15,3 lb/ft² (74,6 kg/m²)
- Công suất/trọng lượng: 0,09 hp/lb (0,15 kW/kg)